# Frans Post
Frans Post (Haarlem, 1612 circa – Haarlem, 1680) è stato un pittore olandese, celebre per le sue vedute del Brasile nei primi anni della colonizzazione.

## Biografia
Fratello del pittore e architetto Pieter Post, fu membro dell'entourage del principe Johan Maurits di Nassau, al seguito del quale viaggiò in Brasile tra il 1637 e il 1644. Qui realizzò una cospicua serie di paesaggi, che oggi sono un importante documento storico della prima colonizzazione del paese, oltre che un rinomato oggetto artistico. Il suo stile, da outsider rispetto ai paesaggisti olandesi della sua epoca, combina il virtuosismo artistico con uno spiccato senso del dettaglio, quasi naive, tanto da essere un ispiratore, due secoli dopo, per Henri Rousseau il Doganiere.
Solo sei dei suoi paesaggi possono essere riferiti con sicurezza al soggiorno brasiliano, gli altri vennero dipinti sulla base di memorie e taccuini dopo il suo ritorno in Olanda. Nella fase tarda, come è immaginabile, le sue opere divennero più meccaniche, con la tendenza a ripetersi.
Ritornato a Haarlem, fu membro della gilda dei pittori dal 1646 e qui morì nel 1680. Sebbene molto noto tra i contemporanei, la sua opera cadde in un lungo oblio, che ebbe fine solo nel XX secolo. 
Molte delle sue opere sono conservate all'Instituto Ricardo Brennand (fondato da Ricardo Brennand) di Recife.

## Galleria d'immagini

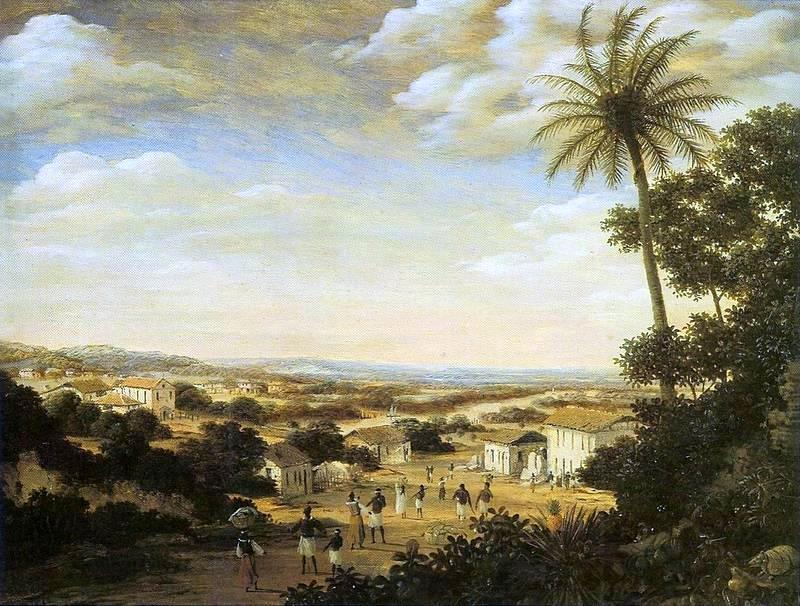
Villaggio con chiesa
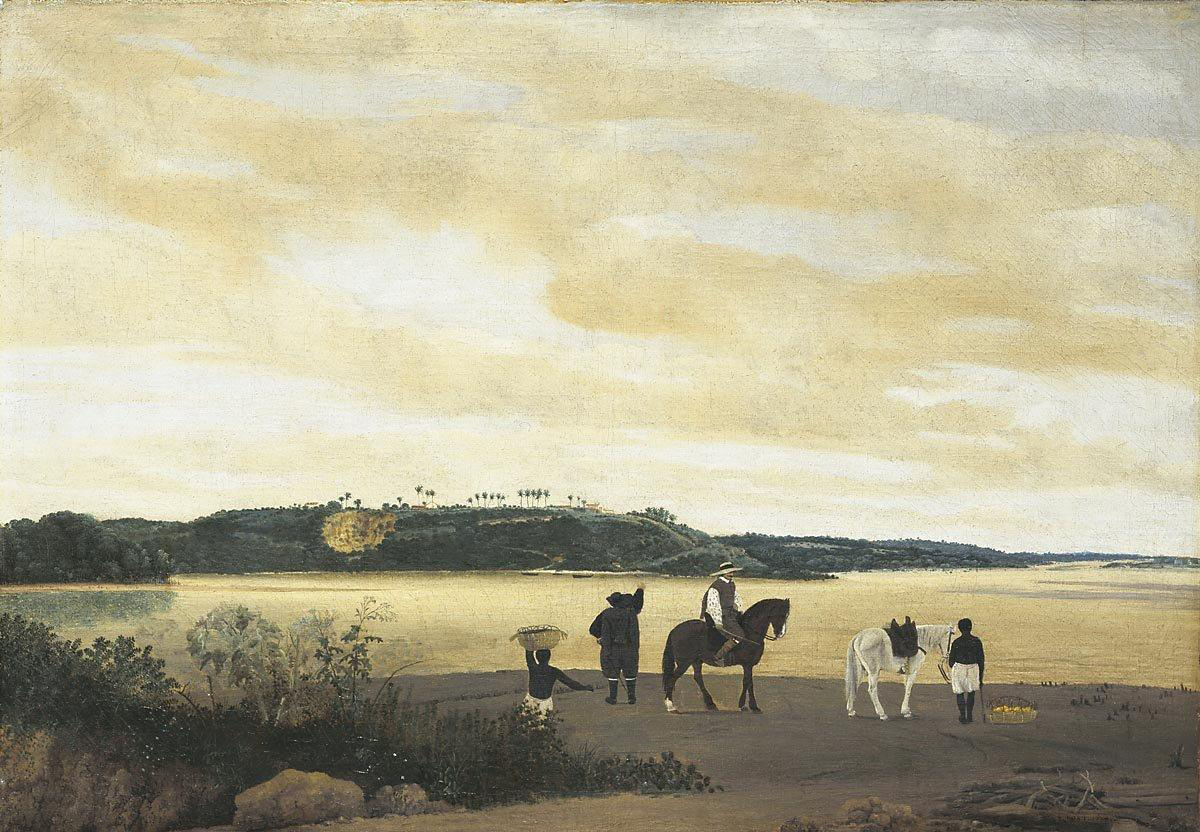
Vista dell'isola di Itamaracá in Brasile
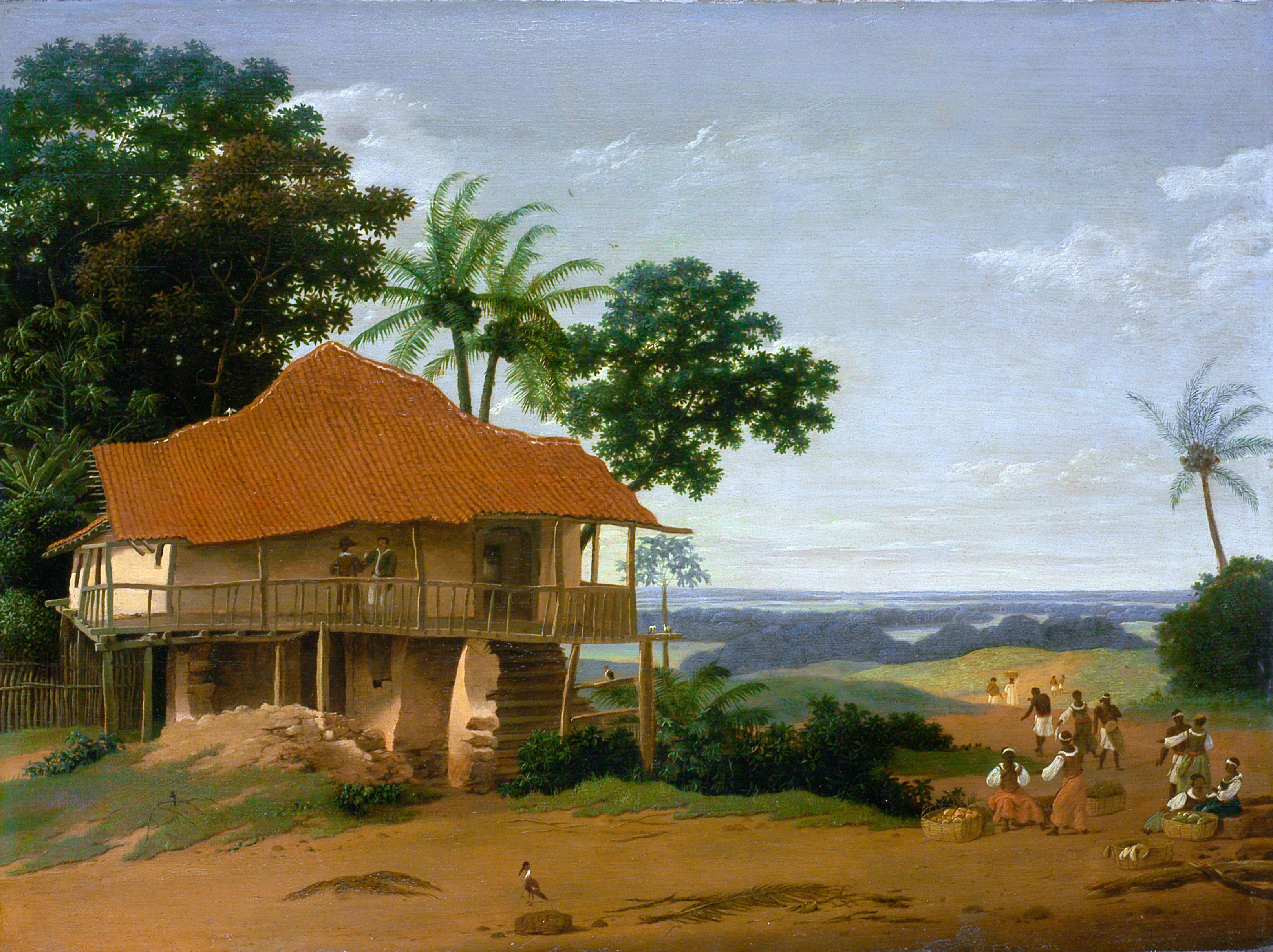
Paesaggio brasiliano con capanno dei lavoratori